# Бања (Нови Пазар)
Бања је насељено место града Новог Пазара у Рашком округу. Новопазарска бања се налази у југозападној Србији, у долини Избичке реке, десне притоке Рашке. Од Новог Пазара коме гравитира је удаљена око 3 km. Простире се између 43°09'17'' северне географске ширине и 20°32'22' источне географске дужине. Лежи на 505m надморске висине. Смештена је између планинских масива Голије ка северу, Копаоника на истоку, падина Рогозне на југоистоку и Нинаје на западу. Удаљена је од Београда 272 km.
Бања има термоминералне изворе, који припадају групи сумпоровитих хипертерми. Клима односно микроклима је умерена и погодује здрављу и рехабилитацији. Она је уједно бањско и климатско лечилиште, такозвана „оаза здравља”.

## Историја
Новопазарска бања је била позната још у античко доба. У средњем веку, била је чувено лечилиште Рашке. Доласком Турака, њена популарност слаби, али који век касније и Турци почињу да увиђају благодети ових простора и да их искоришћавају, те граде објекте за угоститељство посетилаца, као и два Турска купатила. Почетком шеснаестог века француски путописац Лефевр помиње постојање „ природних топлих извора код Новог Пазара “. Од средине седамнаестог века почиње уређење бање. Изнад античког купатила Турци су изградили хамам, као и каравансарај за смештају посетилаца. Новопазарска бања страдала је током Бечког рата. Овде се налазе Стари хамам у Новопазарској Бањи и Терме у Новопазарској Бањи.
Туризам Новопазарске бање поново оживљава крајем осамнаестог века када се изграђује ново купатило. Значајне прекретнице десиле су се и након Другог светског рата, а то је подизање савременог стационара као и изградња Завода за лечење и рехабилитацију оболелих од мишићних и неуромишићних болести. Стационар Реуматолошког центра подигнут је 1953. године а основан је и Завод за лечење и рехабилитацију оболелих од миопатије и неуромиопатије. Новопазарска бања је један од највећих центара за лечење дистрофичара.

## Демографија
| Година       | 1948 | 1953 | 1961 | 1971 | 1981 | 1991 | 2002 | 2011 |
| ------------ | ---- | ---- | ---- | ---- | ---- | ---- | ---- | ---- |
| Становништво | 116  | 101  | 171  | 169  | 280  | 350  | 466  | 566  |

| Етнички састав према попису из 2002.‍ | Етнички састав према попису из 2002.‍ | Етнички састав према попису из 2002.‍ | Етнички састав према попису из 2002.‍ | Етнички састав према попису из 2002.‍ |
| ------------------------------------ | ------------------------------------ | ------------------------------------ | ------------------------------------ | ------------------------------------ |
|                                      |                                      |                                      |                                      |                                      |
| Бошњаци                              | Бошњаци                              |                                      | 379                                  | 81,33%                               |
| Срби                                 | Срби                                 |                                      | 79                                   | 16,95%                               |
| Муслимани                            | Муслимани                            |                                      | 5                                    | 1,07%                                |
| Црногорци                            | Црногорци                            |                                      | 1                                    | 0,21%                                |
| Хрвати                               | Хрвати                               |                                      | 1                                    | 0,21%                                |
| Руси                                 | Руси                                 |                                      | 1                                    | 0,21%                                |
| непознато                            | непознато                            |                                      | 0                                    | 0,0%                                 |

| \| \| м \| \| \| ж \| \| ? \| 0 \| \| \| 2 \| \| 80+ \| 2 \| \| \| 2 \| \| 75—79 \| 5 \| \| \| 3 \| \| 70—74 \| 3 \| \| \| 9 \| \| 65—69 \| 11 \| \| \| 7 \| \| 60—64 \| 7 \| \| \| 8 \| \| 55—59 \| 12 \| \| \| 7 \| \| 50—54 \| 15 \| \| \| 15 \| \| 45—49 \| 15 \| \| \| 19 \| \| 40—44 \| 21 \| \| \| 21 \| \| 35—39 \| 11 \| \| \| 20 \| \| 30—34 \| 14 \| \| \| 17 \| \| 25—29 \| 14 \| \| \| 19 \| \| 20—24 \| 22 \| \| \| 24 \| \| 15—19 \| 28 \| \| \| 20 \| \| 10—14 \| 19 \| \| \| 18 \| \| 5—9 \| 12 \| \| \| 17 \| \| 0—4 \| 13 \| \| \| 14 \| \| Просек : \| 34,0 \| \| \| 33,9 \| |      |  |  |      |
| |      |  |  |      |
| | м    |  |  | ж    |
| ? | 0    |  |  | 2    |
| 80+ | 2    |  |  | 2    |
| 75—79 | 5    |  |  | 3    |
| 70—74 | 3    |  |  | 9    |
| 65—69 | 11   |  |  | 7    |
| 60—64 | 7    |  |  | 8    |
| 55—59 | 12   |  |  | 7    |
| 50—54 | 15   |  |  | 15   |
| 45—49 | 15   |  |  | 19   |
| 40—44 | 21   |  |  | 21   |
| 35—39 | 11   |  |  | 20   |
| 30—34 | 14   |  |  | 17   |
| 25—29 | 14   |  |  | 19   |
| 20—24 | 22   |  |  | 24   |
| 15—19 | 28   |  |  | 20   |
| 10—14 | 19   |  |  | 18   |
| 5—9 | 12   |  |  | 17   |
| 0—4 | 13   |  |  | 14   |
| Просек : | 34,0 |  |  | 33,9 |

## Физичко-хемијске карактеристике термоминералних вода
Термоминералне воде Новопазарске бање представљају важан природни ресурс који омогућава лечење појединих болести и рехабилитацију нарушеног здравља. Растворене минералне материје у води се употребљавају за прављење лековитог блата.
Ова бања специфична је по својим лековитим изворима јер сви потичу из једне термалне издани, али се састав њихових вода разликује. То се дешава јер се ове воде крећу у различитим правцима и у свом току се мешају са другим подземним водама, иду преко различитог стења и на извориштима постају другачије температуре и другачијег минералног састава.
У овој бањи налази се четрнаест извора, а њихове температуре се крећу од 15 до 50 °C, што их сврстава у хипертермалне воде. Брзина истицања воде – издашност извора износи и до 5 l/s што је одлично за искоришћавање извора у разне сврхе.
Термоминерална вода у Новопазарској бањи садржи највише натријума, калцијума, калијума и магнезијума, као и анјоне: хидрокарбонате, хлор, сулфат и нитрат. Од растворених оксида поседује гвожђе, алуминијум – оксид, силицијум – диоксид, слободне угљене киселине и слободни сумпор – водоник. Према хемијском саставу воде Новопазарске бање убрајају се у ред сумпоровитих- киселих хипертерми са 1, 6 g чврстих материја.

## Индикација и контраиндикације за лечење
Новопазарска бања, сматра се главним центром за лечење дистрофичара Србији. Терапије се спроводе у Специјалној болници за лечење мишићних и неуромишићних болести „Новопазaрска бања“.
Болести које се највише третирају и лече у овој бањи су:
- Неуромишићне болести
- Стања после можданог удара
- Кожне болести
- Разни облици реуматизма (хронични дегенеративни, ванзглобни, запаљиви)
- Проблеми са кичмом (ишијас)
- Спортске повреде
- Женске гинеколошке болести (стерилитет, упале)
- Стања након прелома костију и након хируршких интервенција

Контраиндикације у Новопазарској бањи су:
- Трудноћа
- Инфективна обољења
- Малигне неоплазме
- Венеричне болести
- Паразитна обољења
- Акутна обољења
- Туберкулоза
- Акутни тромбофлебитис
- Ангина пекторис
- Неуролошка обољења ( неуралгије, обољења централног или периферног нервног система)[6]

## Галерија
- Стари хамам у Бањи